# Ischionodonta smaragdina
Ischionodonta smaragdina är en skalbaggsart som först beskrevs av Martins och Dilma Solange Napp 1989.  Ischionodonta smaragdina ingår i släktet Ischionodonta och familjen långhorningar. Inga underarter finns listade i Catalogue of Life.